# Frederick Low
Frederick Ferdinand Low (Winterport, 30 giugno 1828 – San Francisco, 21 luglio 1894) è stato un politico statunitense, membro del Congresso degli Stati Uniti d'America e nono governatore della California.

## Biografia
Nato a Frankfort (oggi Winterport (Maine)) nel 1828, Low frequentò la Hampden Academy di Hampden (Maine). Nel 1849 Low si trasferì in California entrando nel commercio navale a San Francisco, prima di diventare banchiere a Marysville (California) dal 1854 al 1861.
Low si candidò tra i repubblicani e fu eletto al 37º Congresso degli Stati Uniti d'America, ma non gli fu permesso di occupare la poltrona fino all'approvazione di una particolare legge. Fu membro della Camera dei rappresentanti degli Stati Uniti dal 3 giugno 1862 al 3 marzo 1863.
Low fu nominato nel 1863 esattore del porto di San Francisco prima di diventare governatore della California dal 10 dicembre 1863 al 5 dicembre 1867. Fu il secondo governatore della California ad usare la Stanford Mansion come residenza ed ufficio fino alla costruzione del Campidoglio nel 1869. Low fu l'ultimo governatore della California durante la guerra di secessione. I punti saldi della sua amministrazione furono la fondazione del Parco nazionale di Yosemite e dell'Università della California. Low fu considerato il padre dell'Università della California, ma fu il suo successore, Henry Huntly Haight a firmarne il 23 marzo 1868 la carta.
Low fu anche ambasciatore statunitense in Cina dal 1869 al 1874. Morì a San Francisco il 21 luglio 1894 e fu sepolto nel Cypress Lawn Memorial Park di Colma, California.